# Temperatur
 Denne artikel bør gennemlæses af en person med fagkendskab for at sikre den faglige korrekthed.

Temperatur er det fysiske udtryk for hvor kolde eller varme ting er, eller mere præcist; hvor meget termisk energi de indeholder. Temperatur kan måles på forskellige måder, men generelt kaldes et instrument til måling af temperatur for et termometer.
Gennem tiderne er der blevet brugt en lang række forskellige temperaturskalaer, hvoraf man i Danmark og det meste af Europa kender og primært anvender celsius-skalaen. Desuden findes fahrenheit-skalaen, som bruges i visse engelsktalende lande udenfor Europa, først og fremmest USA. Skalaerne réaumur- og rankine benyttes stort set ikke længere og er kun interessante i historisk sammenhæng.
I naturvidenskabelige og tekniske sammenhænge anvendes primært kelvin-skalaen, som i modsætning til de andre skalaer ikke er en grad-skala, dvs. der angives ikke noget gradtegn foran enhedsbetegnelsen. En temperatur udtrykt i kelvin omtales også som absolut temperatur.

## Termisk energi i stoffet
Hvis en stofansamling rummer en vis mængde termisk energi, vil stoffets atomer eller molekyler bevæge sig – jo højere temperatur, desto mere bevægelse. Da atomerne/molekylerne ikke kan "sidde mere stille" end det at være helt ubevægelige, findes der en nedre grænse for temperatur. Denne grænse kaldes for det absolutte nulpunkt, og udtrykt på celsiusskalaen ligger dette punkt ved -273,15 °C. Det absolutte nulpunkt, benyttes bl.a. i forbindelse med udregning af støjspænding i elektroniske komponenter.
I gasser er temperaturen direkte proportional med de enkelte atomers/molekylers gennemsnitlige impuls, som ikke er lineært sammenlignelig med   bevægelsesenergi.
Læren om temperaturs egenskaber kaldes termodynamik.

## Strålingstemperatur
Legemer ved alt andet end det absolutte nulpunkt udsender elektromagnetisk varmestråling i et spektrum, som er karakteristisk for legemets temperatur. Hvis legemet absorberer al udefra kommende stråling og dermed heller ikke transmitterer stråling, kaldes legemet for et sortlegeme, og det vil udsende elektromagnetisk stråling i forskellige bølgelængder på en måde, der kun afhænger af legemets temperatur. hvilket beskrives af Plancks lov. Dette giver mulighed for at bestemme et legemes overfladetemperatur fra afstand uden at berøre legemet med et termometer. For eksempel har man på denne måde fastslået overfladetemperaturerne for stjerner, der befinder sig adskillige lysår fra Jorden.

## Skalaer
Der findes adskillige enheder for temperatur, og skalaerne er ikke generelt proportionale og starter ikke nødvendigvis ved samme temperatur.

### Kelvin-skalaen
Den internationalt anerkendte SI-enhed er Kelvin. Kelvin-skalaen er defineret på baggrund af følgende to forhold:
1. Kelvin- og Celsius skalaen skal vokse lige hurtigt. Dvs.: en temperaturforskel på een Kelvin er identisk med en forskel på een grad Celsius.
2. Kelvin-skalaens definitionspunkt er vands tripelpunkt = 0,01 °C = 273,16 K. Tripelpunktet er den temperatur, hvor vand ved et tryk på 611,7 Pa, eksisterer på både fast-, væske- og gasform på een og samme tid. Herved bliver det absolutte nulpunkt: 0 K = –273,15 °C.

### Celsius-skalaen
Celsius-skalaen er defineret ud fra de to almindelige faseovergange for vand ved standard tryk, således at en grad er lig med een 1/100 af denne forskel i temperatur. De to faseovergange er: 0 °C (frysepunktet) og 100 °C (kogepunktet).

### Fahrenheit-skalaen
Fahrenheit-skalaen er på samme måde som Celsius-skalaen defineret ved fryse- og kogepunkter. Fahrenheit benyttede dog saltlage i stedet for vand, hvilket forklarer de anderledes værdier for vands fryse- og kogepunkt. hhv. 32 °F og 212 °F. Det absolutte nulpunkt udtrykt ved Fahrenheit-skalaen er: −459,67 °F

### Rankine-skalaen
En temperatur angivet ved Rankine-skalaen betegnes med °R evt. °Ra. Rankine-skalaen er parallel med Fahrenheit-skalaen på samme måde som Kelvin-skalaen er parallel med Celsius-skalaen. USA's standardiserings institut anbefaler dog brug af Kelvin-skalaen i stedet for Rankineskalaen.

## Omregning
- Fahrenheit → Celsius:  °C = (°F – 32) * 5/9
- Celsius → Fahrenheit:  °F = °C * 9/5 + 32

De to skalaer skærer hinanden ved -40, idet: -40 °F = -40 °C
- Celsius → Kelvin:   K = °C + 273,15
- Kelvin → Celsius:   °C = K - 273,15

I formler angives temperatur i kelvin dog traditionelt med T, mens celsiusgrader angives med t.
Réaumur ºR = 4/5 °C benyttes ikke længere.

## Jordens temperaturforskelle
Temperaturen på Jorden afhænger af solindstrålingen, hvor lige sollyset rammer jordens overflade, og udstrålingen, betinget af bl.a. refleksion, albedo, og drivhusgasser. I lande nær Ækvator står solen altid højt på himlen, og det er da ofte også meget varmt her. Jordens akse hælder desuden omtrent 23.5° i sin bane om solen, hvilket gør, at lande mellem Nordlige og Sydlige vendekreds principielt ingen årstider har, idet solen hver dag er lige langt fra jordens overflade på dette sted. Steder længere syd- eller nordpå har fire årstider, da deres afstand til solen varieres i løbet af året.
Nær syd- og nordpolen rammer sollyset jordens overflade i en meget stor vinkel. Af den grund kan solens stråler kun "snitte" overfladen, og det vil ofte være meget koldt her. Den officielt laveste temperatur, målt af det russiske forskningscenter Vostok den 21. juli 1983, viste -89,2 °C. Senere satellitmålinger på det Østantarktiske plateau har dog vist endnu lavere temperaturer på helt ned til -98 °C. Indtil september 2012 mente man, at den højeste temperatur blev målt i Al 'Aziziyah i Libyen til 58 °C, den 13. september 1922. Imidlertid har en revision af instrument og måling vist, at den var forkert. Den højeste temperatur, der er registreret på Jorden er dermed 56,7 °C, som blev målt 10. juli 1913 på Greenland Ranch i Death Valley, Californien, USA.

## Overfladetemperatur og lufttemperatur
Infrarøde målinger fra NASA's MODIS, har vist temperaturer op til 70.7°C (159.3°F) i perioden 2003-9 i Lut ørkenen i Iran, ifølge NASA's Earthobservatory. 
Infrarøde temperaturmålinger viser midlertidigt overfladetemperaturen. mens de fleste jordbaserede målinger er lufttemperaturmålinger taget 1,5-2m over overfladen. Og ligesom sandstrand også kan blive varmere end luften, kan disse målinger ikke sammenlignes direkte med de historiske målinger. NASA har lavet en featureside med de 5 varmeste steder på Jorden

## Kuldeindeks
En ting er den faktiske temperatur, noget andet er hvordan vi føler det. Det afhænger nemlig vindens styrke, og angives ved hjælp af kuldeindekset. Effekten (forskellen mellem faktisk og følt temperatur) er større, jo koldere det er.

## Kropstemperatur
I sundhedsverdenen anvendes kropstemperatur som en af de grundlæggende indikatorer for, hvordan kroppen har det. Måling af temperaturen foretages mest almindeligt med øre- eller pande-termometer af tids- og komforthensyn, eller med rektaltermometer for større præcision. På sygehuses specialafdelinger, for eksempel operationsafdelinger eller intensivafdelinger, foretages ofte også invasive målinger af kernetemperaturen i lungearterien eller via blærekateter. 